# Левобережная (платформа)
Левобере́жная (также использовалось название Левобере́жье) — остановочный пункт на главном ходу (Ленинградском направлении) Октябрьской железной дороги. Находится в черте города Химки (городского округа Химки) Московской области на границе с Москвой, рядом с районом Левобережный и Химкинским лесопарком. Первый остановочный пункт пригородных поездов за чертой Москвы.
Выход к микрорайону Левобережный города Химки. В пешей доступности находятся Московский государственный институт культуры и филиал Российской государственной библиотеки. К северу от платформы железнодорожные пути пересекают по мосту канал имени Москвы, к югу над железнодорожными путями проходит эстакада Московской кольцевой автомобильной дороги.
Возле платформы находится конечная остановка ряда маршрутов автобусов и микроавтобусов, в т. ч. автобуса № 344, следующего до метро «Ховрино», а также автобуса № 5 до станции Химки.
Имеются две посадочные платформы — на 1-м и 2-м путях (крайних). На 3-м и 4-м путях (средних) платформа отсутствует. Для перехода между платформами используется подземный пешеходный переход под путями.

## История
Инициатива открытия платформы принадлежит Надежде Крупской, при чьём активном участии был создан Государственный библиотечный институт. В 1936 году институт был переведён из Москвы в новообразованный посёлок Левобережный. Необходимость создания нового остановочного пункта была связана со строительством канала Москва — Волга, отрезавшим посёлок от станции Химки.
Платформа Левобережная сооружена в 1938 году на действующем перегоне Химки — Ховрино.
В 1970-х годах в связи со строительством третьего главного пути на ОЖД была заново построена платформа на Москву. В 2014—2015 годах — в связи со строительством четвёртого пути — платформа в область.
До 1975 года у станции планировалось построить станцию «Левобережная» Замоскворецкой линии Московского метрополитена.
До 1985 года платформы имели длину, достаточную для приёма 10-вагонного состава. В конце 1980-х годов была начата реконструкция платформ с их подъёмом и удлинением, которая была полностью завершена не позднее 1997 года. На 2017 год длина платформы позволяет принимать 14-вагонные составы.
В апреле 2015 года платформа была оборудована турникетами.
19 июля 2025 года платформа при движении в сторону области закрыта на реконструкцию в рамках строительства высокоскоростной железнодорожной магистрали Москва — Санкт-Петербург.

## Правописание названия
До 2016 года в перечне железнодорожных станций Росжелдора остановочный пункт именовался как Левобережье, хотя фактически (в указателях, расписаниях и звуковых оповещениях) использовалось название Левобережная. Летом 2012 года было решено фактическое название привести в соответствие с официальным. В октябре 2016 года официальным, наоборот, стало название Левобережная.

## Фотографии

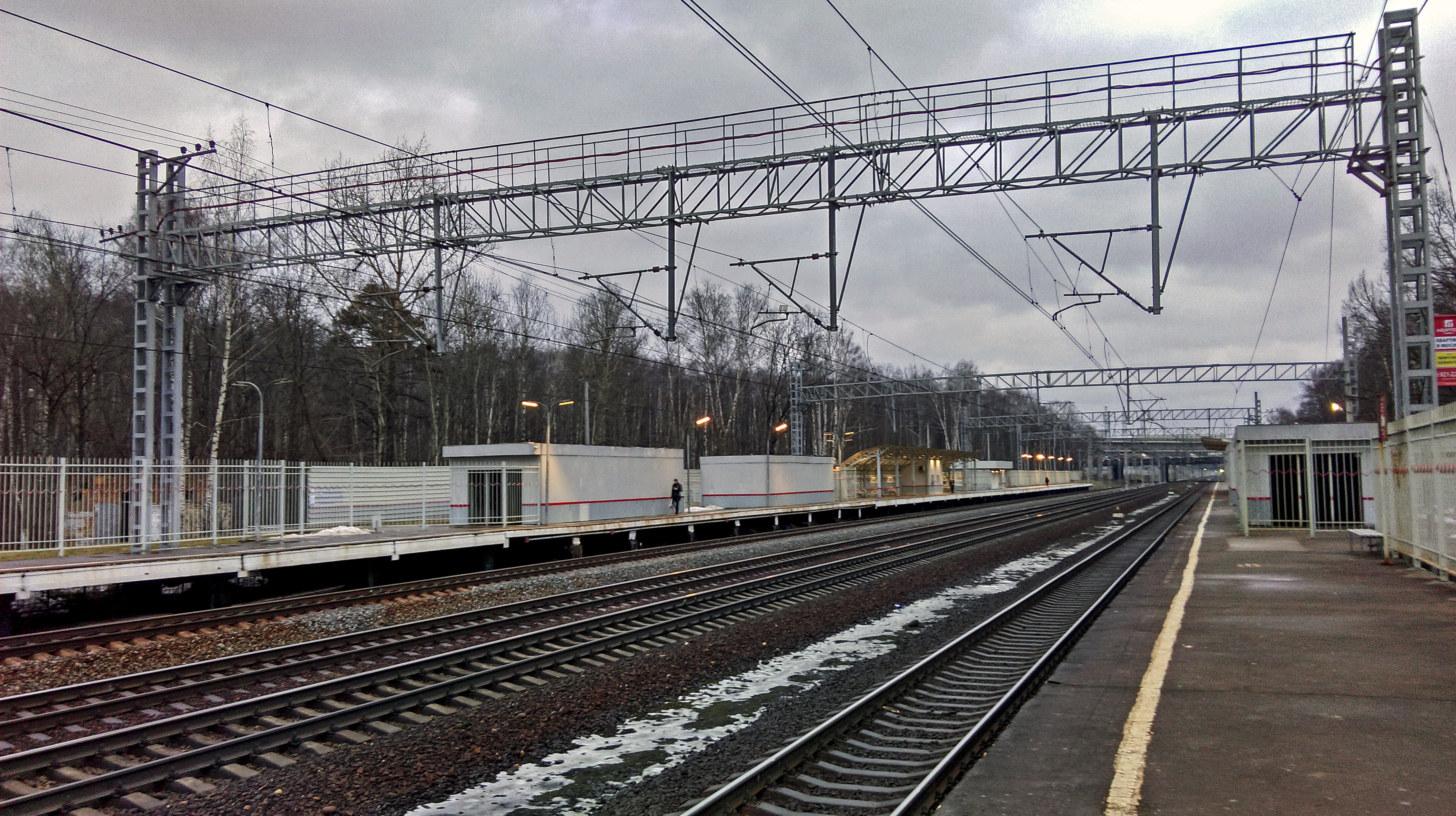
Вид в сторону станции Ховрино
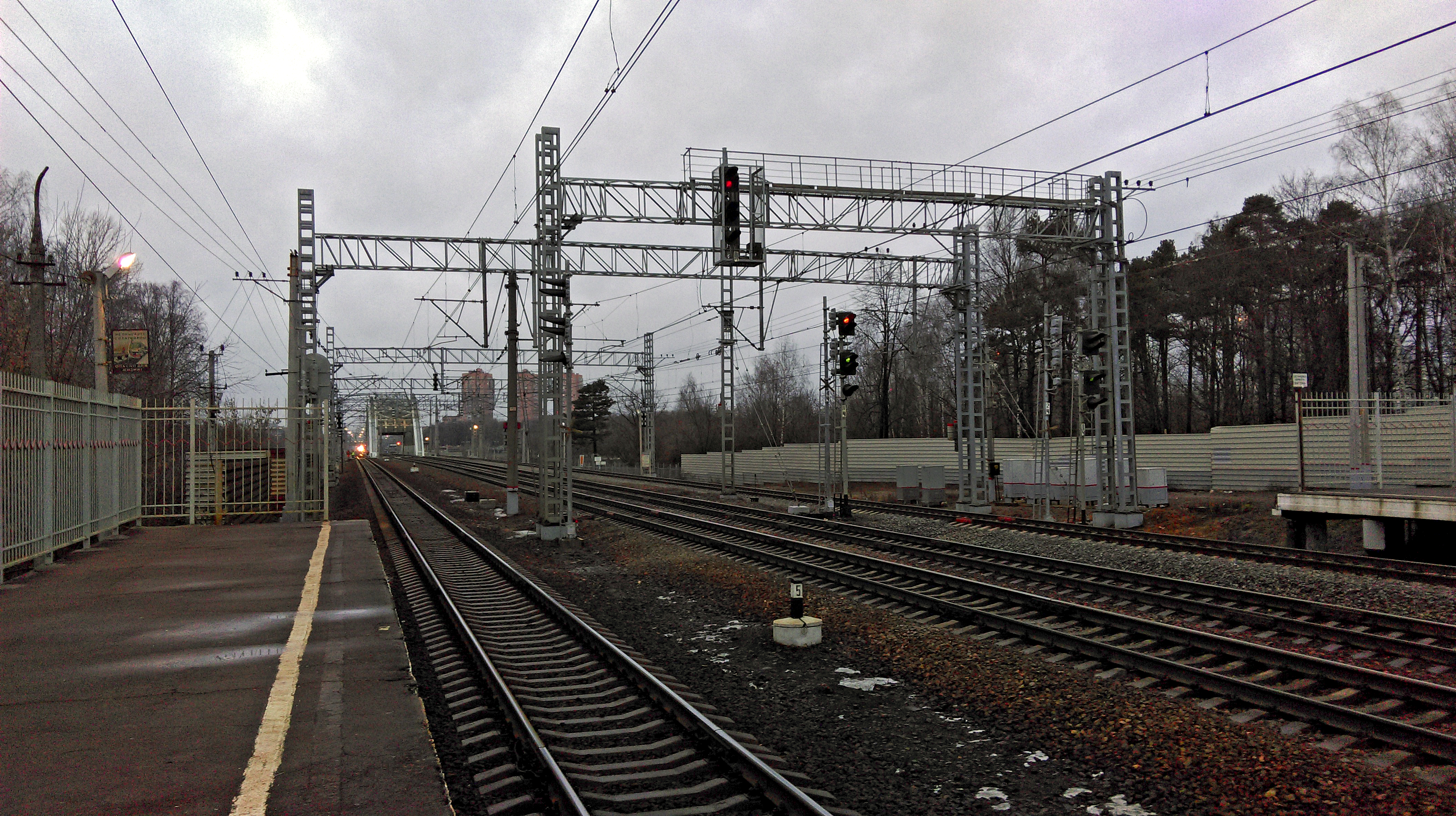
Вид в сторону станции Химки
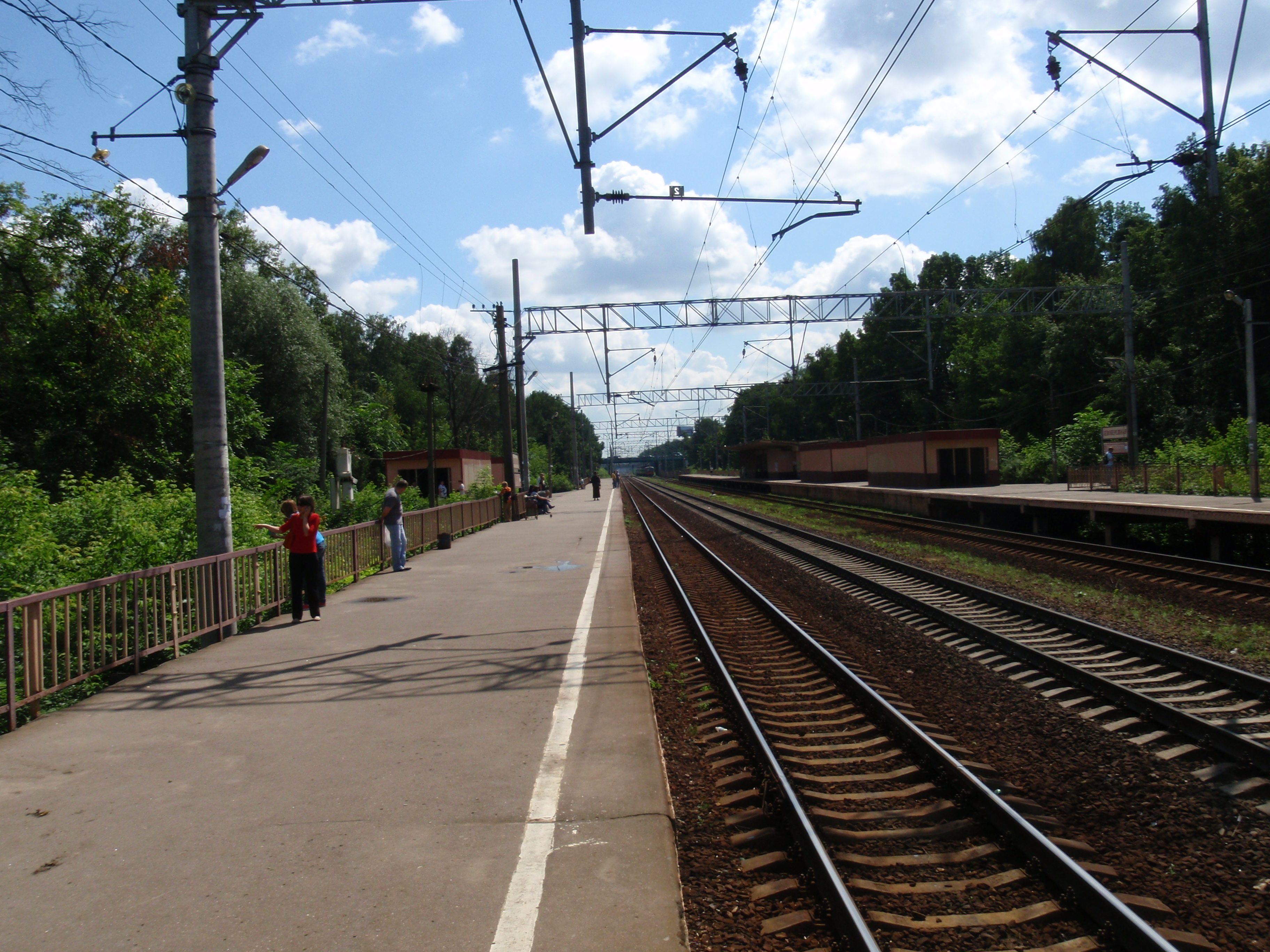
Вид в сторону станции Ховрино (2009)
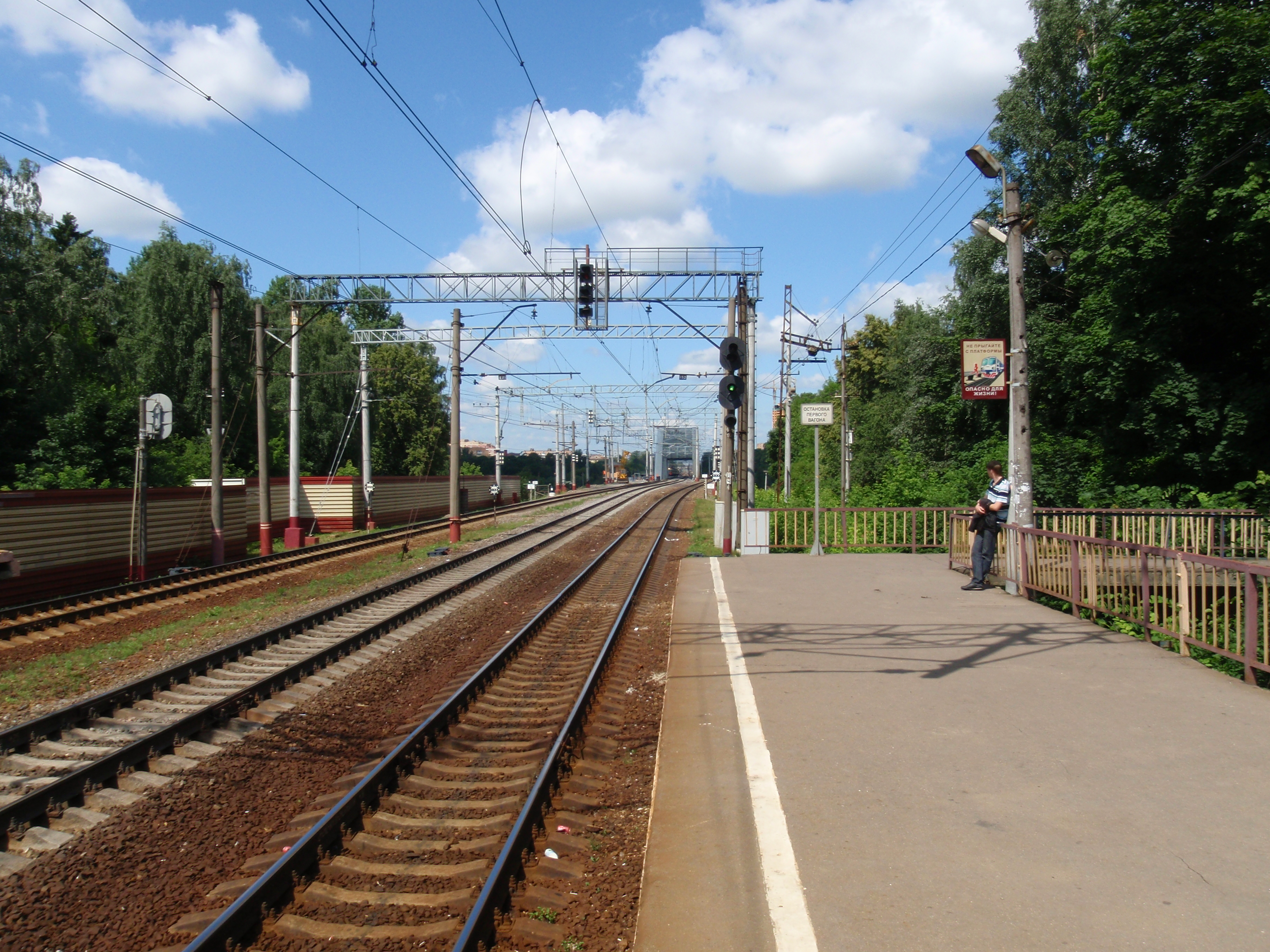
Вид в сторону станции Химки (2009)